# Radiador (motores)

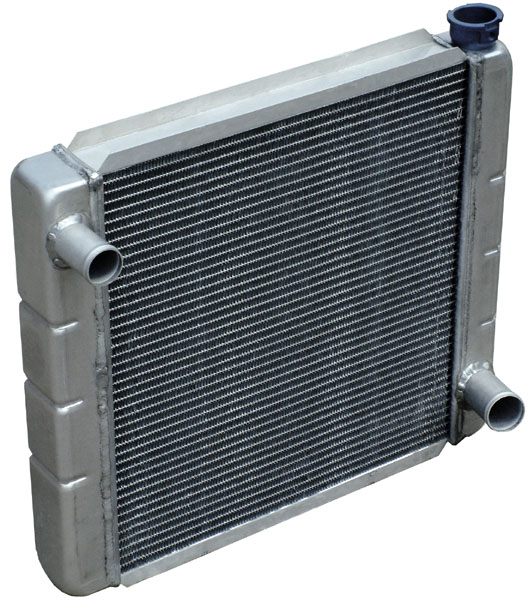
Típico radiador del motor de un automóvil

Los radiadores son intercambiadores de calor que se utilizan para enfriar motores de combustión interna, principalmente en automóviles pero también en aviación, locomotoras diésel, motocicletas, generadores eléctricos o en cualquier uso similar de dicho motor.
Los motores de explosión con refrigeración líquida evitan sobrecalentarse haciendo circular un fluido denominado refrigerante a través del bloque del motor, donde se calienta, desde donde es dirigido a un radiador en el que reduce su temperatura emitiendo calor a la atmósfera y luego regresa de nuevo al motor. El refrigerante del motor suele ser a base de agua, pero también puede ser aceite. Es común emplear una bomba para impulsar el refrigerante en el motor y también se suele disponer de un ventilador para forzar el paso del aire a través del radiador.

## Automóviles y motocicletas

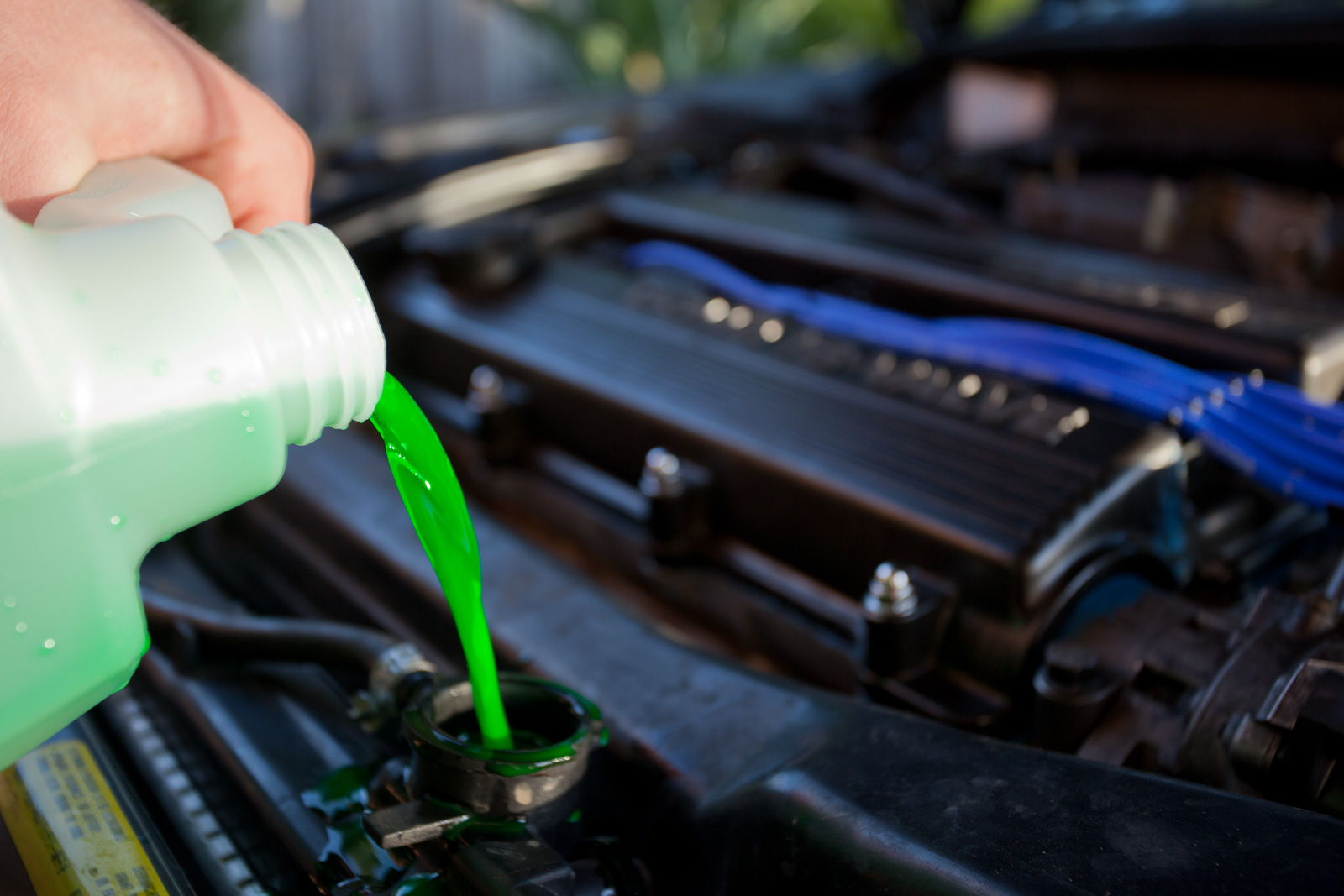
Vertido del refrigerante en el radiador de un automóvil

En los automóviles y motocicletas con motor de combustión interna refrigerado por líquido, se conecta un radiador a los canales que atraviesan el motor y la culata, a través de los que circula un líquido (refrigerante) impulsado por una bomba hidráulica. Puede ser una bomba eléctrica, pero mayormente es accionada por el mismo motor mediante la correa de accesorios,    como en el caso del Yaris. Este líquido puede ser agua (en climas donde es poco probable que el agua se congele), pero más comúnmente es una mezcla de agua y anticongelante en proporciones apropiadas al clima. Los anticongelantes suelen estar fabricados a base de etilenglicol o propilenglicol, con una pequeña cantidad de productos anticorrosivos.
Un sistema de enfriamiento de automóvil típico comprende:
- Una serie de conductos embebidos en el bloque del motor y en la culata, que rodean las cámaras de combustión con líquido circulante para eliminar el calor.
- Un radiador, que consta de muchos tubos pequeños equipados con un panal de aletas para disipar el calor rápidamente, que recibe y enfría el líquido caliente procedente del motor.
- Una bomba hidráulica, generalmente de tipo centrífugo, para hacer circular el refrigerante a través del sistema.
- Un termostato para controlar la temperatura del motor, variando la cantidad de refrigerante que circula por el radiador. En ocasiones éste genera señales hacia el panel de instrumentos del vehículo, indicando que el motor está muy caliente o muy frío; o hacia el ventilador.
- Un vaso de expansión, dispuesto para absorber el aumento de volumen del líquido refrigerante cuando se calienta.[2]
- Un ventilador para forzar el paso del aire exterior a través del radiador, especialmente cuando el vehículo circula a bajas velocidades o está parado con el motor en marcha. A veces lo acciona el termostato.

El radiador transfiere el calor del fluido del interior al aire del exterior, lo que enfría el fluido, que a su vez enfría el motor. Los radiadores también se utilizan a menudo para enfriar sistemas de transmisión automática, acondicionadores de aire, intercooler y, a veces, para enfriar el lubricante del motor o un fluido oleohidráulico. Normalmente se montan en una posición en la que reciben el flujo de aire del movimiento hacia adelante del vehículo, como detrás de la calandra (rejilla delantera). Cuando los motores están colocados en la parte central o trasera del coche, es común montar el radiador detrás de una rejilla delantera para lograr un flujo de aire suficiente, aunque esto requiere tubos para el refrigerante más largos. Alternativamente, un radiador trasero puede aprovechar el tiro del aire que circula sobre la parte superior del vehículo o de tomas situadas lateralmente. En vehículos de gran longitud, como los autobuses, el flujo de aire lateral es más común para el enfriamiento del motor y la transmisión; y el flujo de aire superior es más común para el enfriamiento del aire acondicionado.

### Construcción del radiador
El radiador de un automóvil está formado por dos depósitos colectores de metal o de plástico (normalmente, uno en la parte superior y otro en la inferior), unidos por un núcleo con muchos conductos muy finos, lo que les proporciona una gran superficie en relación con su volumen. Este núcleo generalmente está hecho de capas apiladas de láminas de metal, prensadas para formar canales y soldadas entre sí. Durante muchos años, los radiadores se fabricaron con núcleos de latón o cobre soldados a cabezales de latón. Los radiadores modernos tienen núcleos de aluminio y, a menudo, ahorran dinero y peso mediante el uso de cabezales de plástico con juntas. Esta construcción es más propensa a fallar y es menos fácil de reparar que los materiales tradicionales.

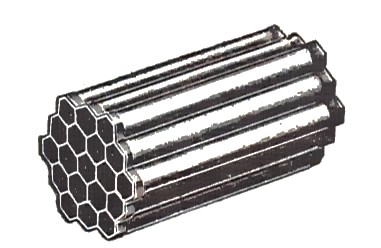
Tubos en «nido de abeja» de un radiador

Un método de construcción antiguo consistía en disponer los tubos del radiador en forma de panal de abeja, dando forma de hexágonos en sus extremos a un conjunto de tubos cilíndricos, posteriormente apilados y soldados. Como los tubos solo se tocaban en sus extremos, se disponía de un considerable espacio para la circulación del aire a través del conjunto de tubos.
Algunos coches antiguos usaban núcleos de radiador en el que se disponía un tubo enrollado en espiral, una construcción menos eficiente pero más simple.

### Bomba del refrigerante

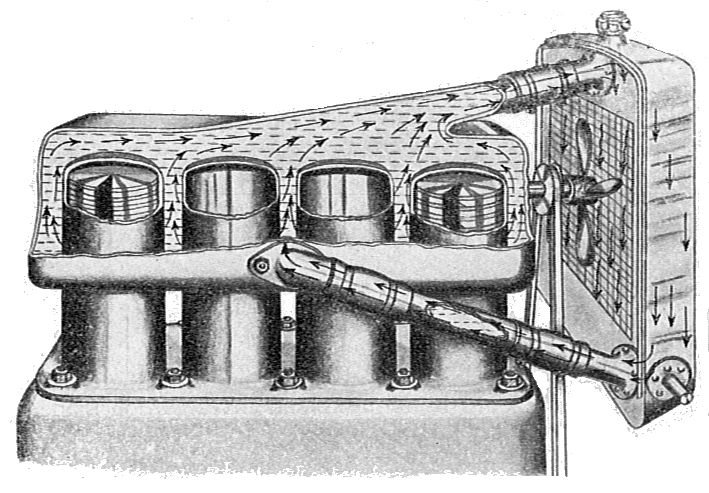
Sistema de refrigeración por termosifón de 1937, sin bomba de circulación. Los conductos conectan la parte superior e inferior sin una bomba (aprovechando la circulación generada por la diferencia de temperatura del refrigerante), pero con un ventilador de refrigeración accionado por el motor

En los primeros motores de explosión, los radiadores aprovechaban el flujo vertical descendente del refrigerante, impulsado únicamente por un efecto denominado termosifón. El refrigerante se calienta en el motor, se vuelve menos denso y, por lo tanto, tiende a ascender. A medida que el radiador enfría el líquido, el refrigerante se vuelve más denso, y desciende. Este efecto es suficiente para los motores estacionarios de bajo consumo, pero inadecuado para la mayoría de los automóviles, excepto los más antiguos. Desde hace muchos años, la inmensa mayoría de los automóviles han utilizado una bomba centrífuga para hacer circular el refrigerante del motor, dado que la circulación natural tiene tasas de flujo muy bajas.

### Calefacción
Generalmente se incorpora un sistema de válvulas o deflectores, o ambos, para operar simultáneamente un pequeño radiador dentro del vehículo. Este pequeño radiador, y el ventilador asociado permiten calentar el habitáculo. Al igual que el radiador, el núcleo del sistema de calefacción actúa eliminando el calor del motor. Por esta razón, los técnicos automotrices a menudo aconsejan encender la calefacción y ponerla al máximo en caso de sobrecalentamiento del motor, para ayudar al radiador principal.

### Control de temperatura

#### Control de flujo de agua

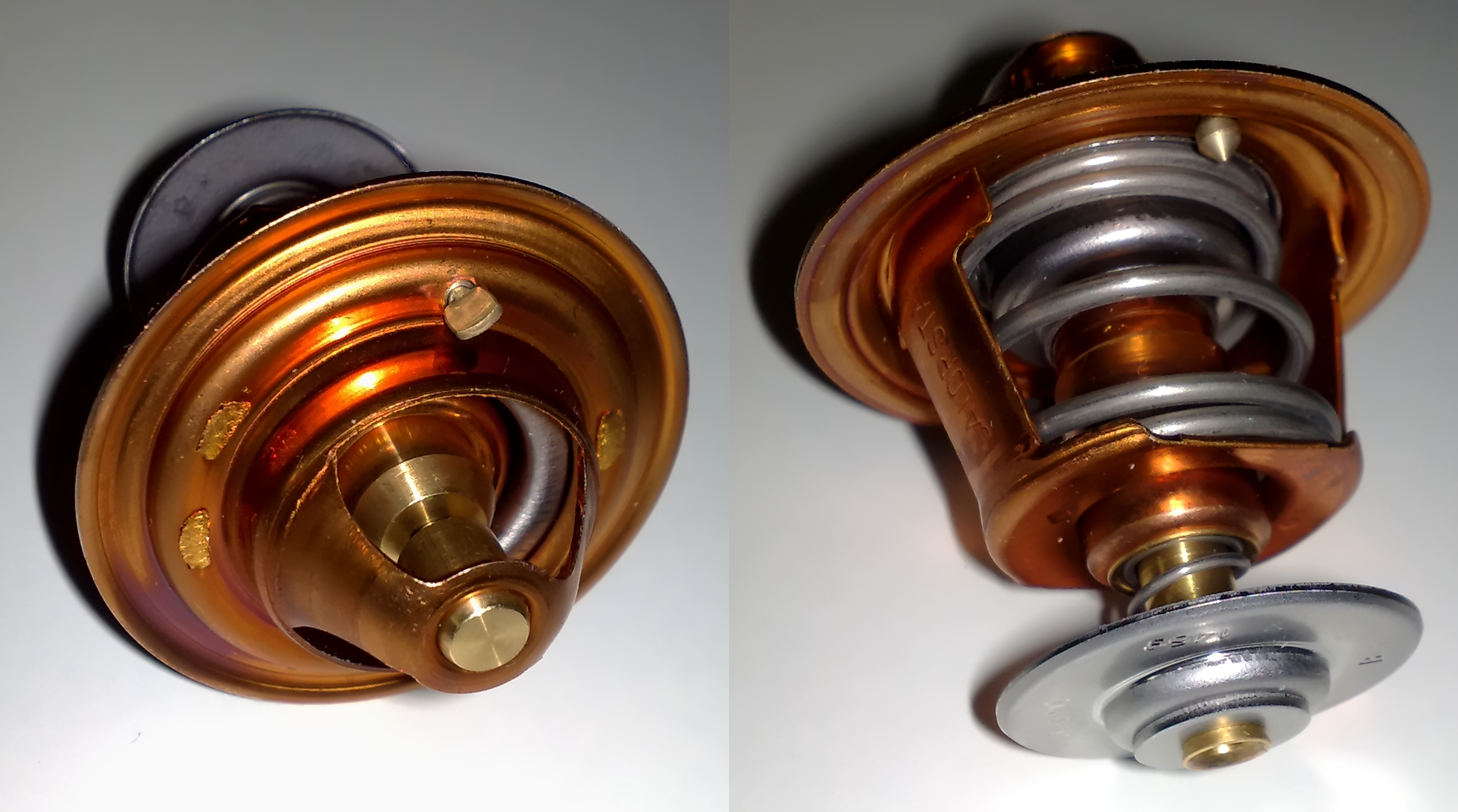
Termostato del motor de un automóvil

La temperatura del motor en los automóviles modernos se controla principalmente mediante un tipo de termostato que utiliza una cápsula de cera, una válvula que se abre una vez que el motor ha alcanzado su temperatura de funcionamiento óptimo.
Cuando el motor está frío, el termostato está cerrado, excepto por un pequeño flujo de derivación, de modo que el termostato experimenta cambios en la temperatura del refrigerante a medida que el motor se calienta. El refrigerante del motor es dirigido por el termostato a la entrada de la bomba de circulación y regresa directamente al motor, sin pasar por el radiador. Dirigir el agua para que circule solo a través del motor permite que alcance la temperatura de funcionamiento óptima lo más rápido posible, evitando "puntos calientes" localizados. Una vez que el refrigerante alcanza la temperatura de activación del termostato, este se abre, permitiendo que el agua fluya a través del radiador para evitar que la temperatura suba más.
Una vez que está a la temperatura óptima, el termostato controla el flujo del refrigerante del motor al radiador para que el motor continúe funcionando a la temperatura óptima. En condiciones de carga máxima, como conducir lentamente ascendiendo una fuerte rampa con el vehículo muy cargado en un día caluroso, el termostato se acercará a la apertura total debido a que el motor producirá casi la potencia máxima mientras que la velocidad del flujo de aire a través del radiador es baja (la velocidad del flujo de aire a través del radiador tiene un efecto importante en su capacidad para disipar el calor). Por el contrario, cuando se conduce rápidamente cuesta abajo en una autopista en una noche fría, el termostato estará casi cerrado porque el motor está produciendo poca potencia, y el radiador puede disipar mucho más calor del que produce el motor. Si se permite un flujo excesivo de refrigerante al radiador, el motor se enfriaría demasiado y funcionaría a una temperatura inferior a la óptima, lo que provocaría una disminución de la eficiencia del combustible y un aumento de las emisiones de escape. Si al contrario, se impide el flujo correcto de refrigerante, el motor se sobrecalentatá debido a que no dispone del refrigerante   necesario para disipar su calor. Además, la durabilidad, fiabilidad y longevidad del motor a veces se ven comprometidas si algún componente (como los rodamientos del cigüeñal) está diseñado para tener en cuenta la dilatación térmica para que encajen con las dimensiones correctas. Otro efecto secundario del sobreenfriamiento es el rendimiento reducido de la calefacción en el habitáculo, aunque normalmente todavía circula aire a una temperatura considerablemente más alta que la del ambiente.
Por lo tanto, el termostato se mueve constantemente en todo su rango, respondiendo a los cambios en la carga operativa del vehículo, la velocidad y la temperatura externa, para mantener el motor en su temperatura de funcionamiento óptima.
Los automóviles antiguos solían utilizar un termostato tipo fuelle que contiene un líquido volátil como alcohol o acetona. Este tipo de termostatos no funcionan bien con presiones del sistema de enfriamiento superiores a aproximadamente 7 libras por pulgada cuadrada (4,9 mca). Los vehículos modernos normalmente funcionan a alrededor de 15 libras por pulgada cuadrada (10,6 mca), lo que excluye el uso del termostato de fuelle. En motores refrigerados directamente por aire, esto no es un problema para el termostato de fuelle, que controla una válvula de charnela en los conductos de aire.

#### Control del flujo de aire
Otros factores influyen en la temperatura del motor, incluido el tamaño del radiador y el tipo de ventilador del radiador. El tamaño del radiador (y por lo tanto su capacidad de enfriamiento) se elige de manera que pueda mantener el motor a la temperatura de diseño en las condiciones más extremas que pueda encontrar un vehículo (como ascender una rampa prolongada con la carga completa en un día caluroso).
La velocidad del flujo de aire a través de un radiador es un factor importante en el calor que disipa. La velocidad del vehículo condiciona este factor en proporción aproximada al esfuerzo del motor, dando así una simple retroalimentación autorreguladora. Cuando el motor acciona un ventilador de refrigeración adicional, también se ha realizado un seguimiento de la velocidad del motor de forma similar.
Los ventiladores impulsados por el motor a menudo están regulados por un embrague de ventilador ligado por una correa de transmisión, que se desliza y reduce la velocidad del ventilador a bajas temperaturas. Esto mejora la eficiencia del combustible al no desperdiciar energía en accionar el ventilador innecesariamente. En los vehículos modernos, los ventiladores de radiador de velocidad variable o cíclicos proporcionan una mayor regulación de la velocidad de enfriamiento. Los ventiladores eléctricos se controlan mediante un interruptor termostático o mediante la unidad de control de motor. Los ventiladores eléctricos también tienen la ventaja de proporcionar un buen flujo de aire y enfriamiento a bajas revoluciones del motor o cuando están estacionados, como en condiciones de tráfico lento.
Antes del desarrollo de los ventiladores eléctricos y de propulsión viscosa, los motores estaban equipados con ventiladores fijos simples que llevaban aire a través del radiador en todo momento. Los vehículos cuyo diseño requería la instalación de un radiador grande para hacer frente al trabajo pesado a altas temperaturas, como los vehículos comerciales y tractores, a menudo funcionaban fríos en climas fríos con cargas ligeras, incluso con la presencia de un termostato, al disponer de un radiador grande y de un ventilador fijo, lo que provocaba una caída rápida y significativa en la temperatura del refrigerante tan pronto como se abría el termostato. Este problema se puede resolver instalando una persiana del radiador (o cubierta del radiador) que se puede ajustar para bloquear parcial o totalmente el flujo de aire a través del radiador. En su forma más simple, la persiana es un rollo de material como lona o goma que se despliega sobre el radiador para cubrir la parte deseada. Algunos vehículos más antiguos, como los cazas monomotores Royal Aircraft Factory S.E.5 y SPAD S.XIII de la Primera Guerra Mundial, tienen una serie de contraventanas que se pueden ajustar desde el asiento del piloto para disponer de un cierto grado de control. Algunos automóviles modernos tienen una serie de contraventanas que la unidad de control del motor abre y cierra automáticamente para proporcionar un equilibrio de refrigeración y aerodinámica según sea necesario.

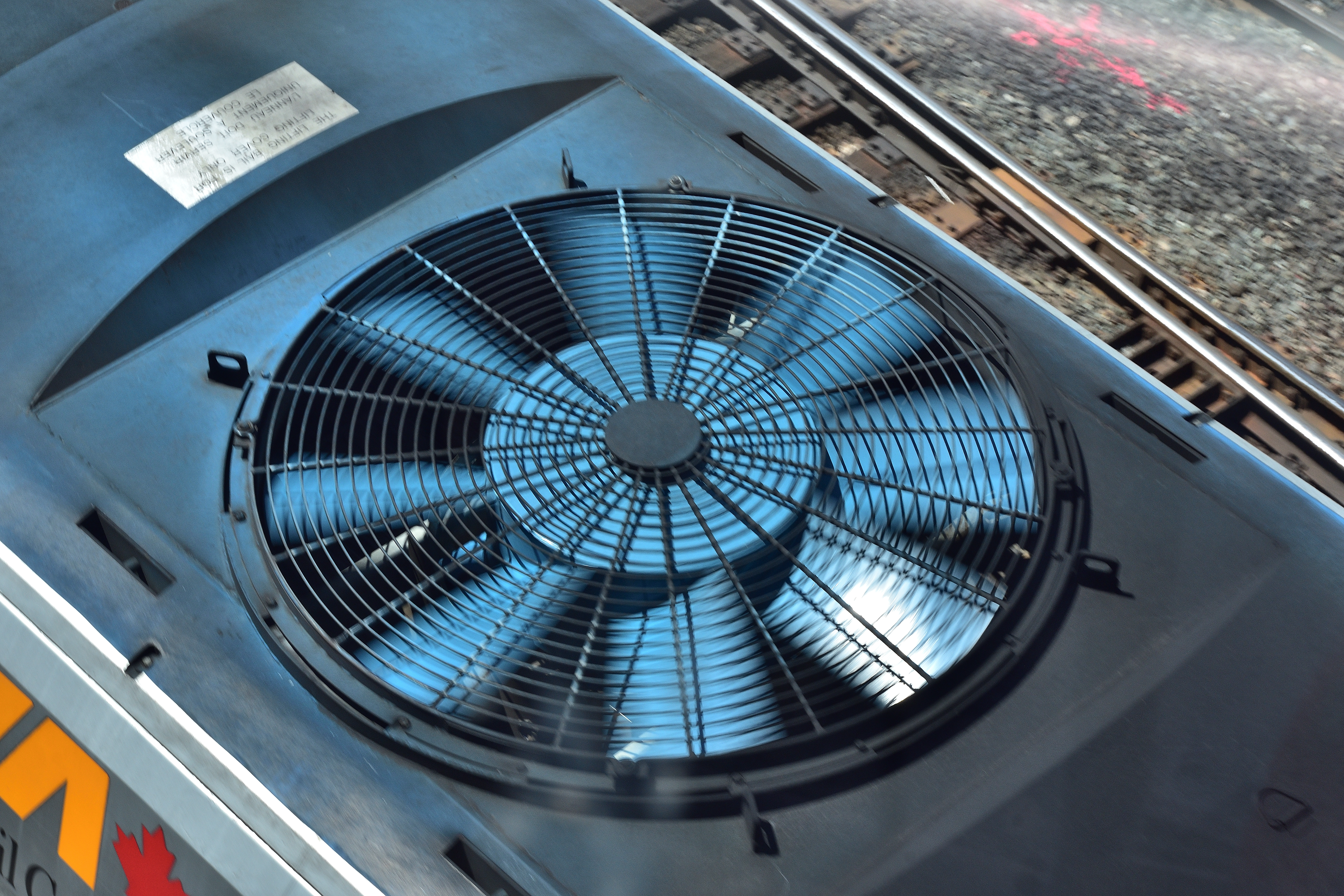
Ventilador de enfriamiento del radiador para motor primario de una locomotora VIA Rail

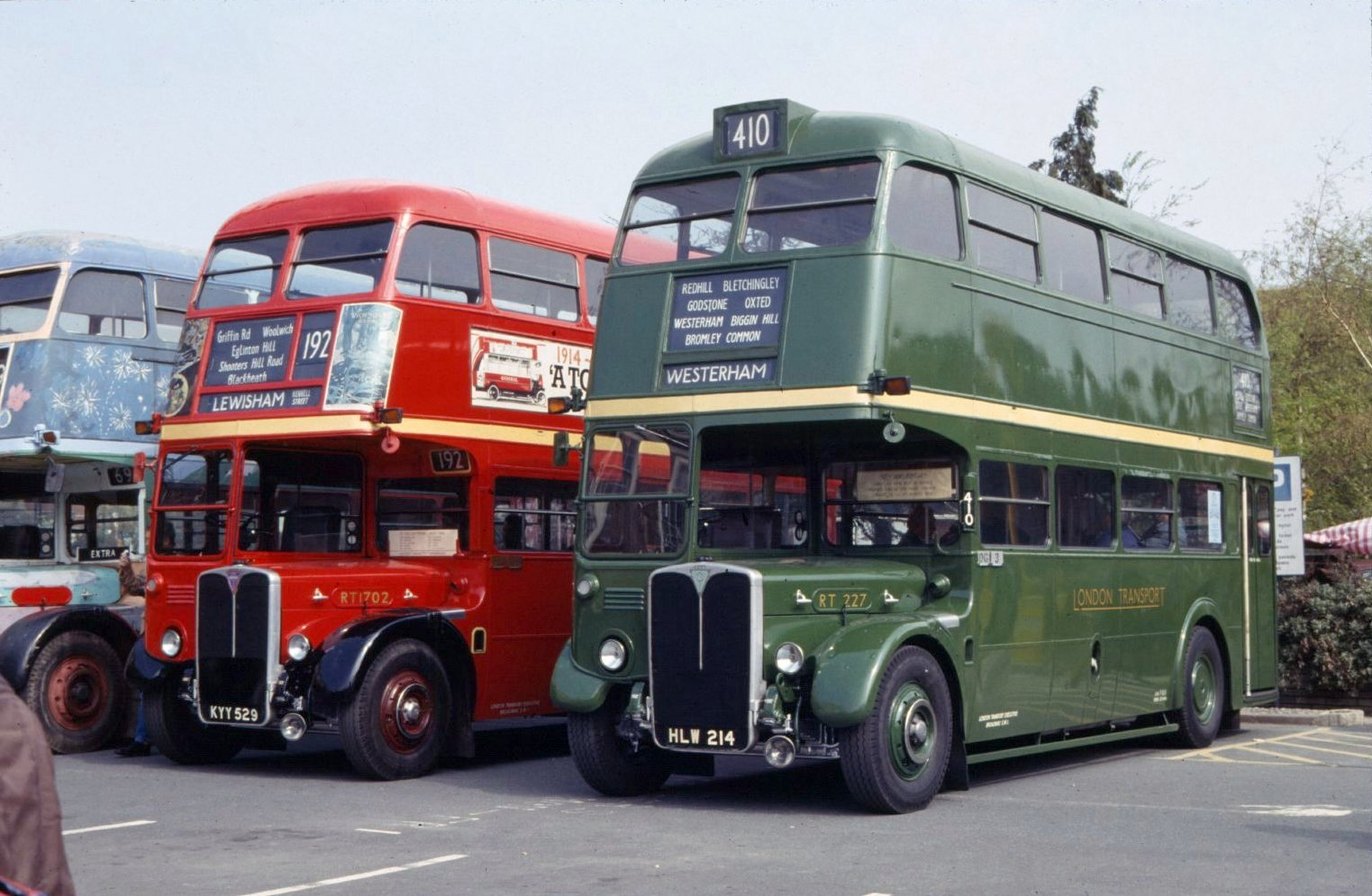
AEC Regent III RT, autobuses equipados con persianas del radiador, que se ven aquí cubriendo la mitad inferior del radiador

### Presión del refrigerante
Debido a que el rendimiento térmico de los motores de combustión interna aumenta con la temperatura interna, el refrigerante se mantiene a una presión superior a la atmosférica para aumentar su punto de ebullición. Por lo general, se incorpora una válvula de alivio de presión calibrada en la tapa de llenado del radiador. Esta presión varía de un modelo a otro, pero normalmente oscila entre 4 a 30 psi (27,6 a 206,8 kPa).
A medida que la presión del sistema de refrigeración aumenta con un incremento de temperatura, alcanzará el punto donde la válvula de alivio permite que escape el exceso de presión. Este proceso se detendrá cuando la temperatura del sistema deje de subir. En el caso de un radiador (o tanque colector) sobrellenado, la presión se disipa dejando escapar un poco de líquido, que puede escurrir hasta la calzada o recogerse en un recipiente ventilado que permanece a presión atmosférica. Cuando se apaga el motor, el sistema de refrigeración se enfría y el nivel del líquido desciende. En algunos casos en los que el exceso de líquido se ha acumulado en una botella, este puede ser "succionado" de nuevo al circuito principal de refrigerante. En otros casos, no lo es.

### Refrigerante del motor
Antes de la Segunda Guerra Mundial, el refrigerante utilizado en todo tipo de motores de explosión solía ser agua corriente. El anticongelante se usaba únicamente para evitar posibles roturas producidas por la formación de hielo a bajas temperaturas, y esto a menudo solo se hacía en climas fríos.
El desarrollo en motores de aviones de alto rendimiento requirió mejores refrigerantes con puntos de ebullición más altos, lo que llevó a la adopción de diol o mezclas de agua y glicol. Finalmente, se ha generalizado el uso de glicoles por sus propiedades anticongelantes.
Desde el desarrollo del uso del aluminio o de motores construidos con distintos metales (por ejemplo, con culata de aluminio y bloque de fundición de hierro), la inhibición de la corrosión se ha vuelto aún más importante que el anticongelante en todas las regiones y estaciones.

### Ebullición
Un nivel de llenado insuficiente del radiador permite la vaporización del refrigerante, lo que puede causar un sobrecalentamiento localizado o general del motor, con la posibilidad de generarse daños graves, como la rotura de la junta de culata, o el agrietamiento o deformación de la propia culata o incluso del bloque del motor. El problema puede desencadenarse repentinamente porque el sensor de temperatura (ya sea mecánico o eléctrico) está expuesto al vapor de agua, no al refrigerante líquido, lo que proporciona una lectura falsa.
Abrir un radiador caliente reduce la presión del sistema, lo que puede hacer que hierva y expulse líquido y vapor peligrosamente calientes. Por lo tanto, las tapas de los radiadores a menudo contienen un mecanismo que intenta aliviar la presión interna antes de que la tapa se pueda abrir por completo.

### Historia
La invención del radiador de agua para automóviles se atribuye a Carl Benz. Wilhelm Maybach diseñó el primer radiador de panal para el Mercedes 35 CV.

### Radiadores suplementarios
A veces es necesario que un automóvil esté equipado con un segundo radiador, un radiador auxiliar, para aumentar la capacidad de enfriamiento, cuando no se puede aumentar el tamaño del radiador original. El segundo radiador está conectado en serie con el radiador principal. No debe confundirse con un intercooler.
Algunos motores tienen un enfriador de aceite, un pequeño radiador separado para enfriar el lubricante del motor. Los automóviles con transmisión automática a menudo disponen de conexiones adicionales al radiador, lo que permite que el líquido de la transmisión transfiera su calor al refrigerante del radiador. Pueden ser radiadores de aceite-aire, en una versión más pequeña del radiador principal. Otro sistema más simple consiste en añadir un conducto independiente para que circule el aceite dentro del radiador de agua. Aunque el agua está más caliente que el aire ambiente, su mayor conductividad térmica ofrece un enfriamiento comparable (dentro del mismo rango de temperaturas) que un enfriador de aceite, siendo  menos complejo, y por lo tanto, más económico y confiable. Con menos frecuencia, el líquido de la dirección asistida, el líquido de frenos y otros fluidos hidráulicos pueden enfriarse mediante un radiador auxiliar.
Los motores turboalimentados o sobrealimentados pueden tener un intercooler, que es un radiador aire-aire o aire-agua que se utiliza para enfriar la carga de aire entrante, y no para enfriar el motor.

## Aeronaves
Las aeronaves con motores de pistón refrigerados por líquido (generalmente motores en línea en lugar de radiales) también requieren radiadores. Como la velocidad del aire es más alta que la de los automóviles, estos se enfrían de manera eficiente en vuelo, por lo que no requieren áreas grandes ni ventiladores de enfriamiento. Sin embargo, muchos aviones de alto rendimiento sufren problemas extremos de sobrecalentamiento cuando están inactivos en tierra: solo 7 minutos para un Spitfire. Esto es similar a los autos Fórmula 1 de hoy en día, cuando se paran en la parrilla con los motores en marcha, requieren aire canalizado forzado en sus tomas del radiador para evitar el sobrecalentamiento.

### Radiadores de superficie
Reducir el arrastre es un objetivo importante en el diseño de aeronaves, incluido el diseño de sistemas de refrigeración. Una de las primeras técnicas consistía en aprovechar el abundante flujo de aire de un avión para reemplazar el núcleo alveolar (muchas superficies, con una alta proporción de superficie respecto al volumen) por un radiador montado en la superficie. Se solía disponer de una superficie integrada con el fuselaje o el revestimiento del ala, con el refrigerante fluyendo a través de las tuberías situadas en la parte posterior de esta superficie. Tales diseños se vieron principalmente en aviones de la Primera Guerra Mundial.
Como dependen tanto de la velocidad del aire, los radiadores de superficie son aún más propensos a sobrecalentarse cuando el avión está parado con el motor encendido. Los aviones de competición como el Supermarine S.6B, un hidroavión con radiadores integrados en las superficies superiores de sus flotadores, han sido descritos como "volar con el medidor de temperatura" como el principal límite de su rendimiento.
Los radiadores de superficie también han sido utilizados por algunos automóviles de carreras de alta velocidad, como el Blue Bird de Malcolm Campbell en 1928.

### Sistemas de refrigeración presurizados

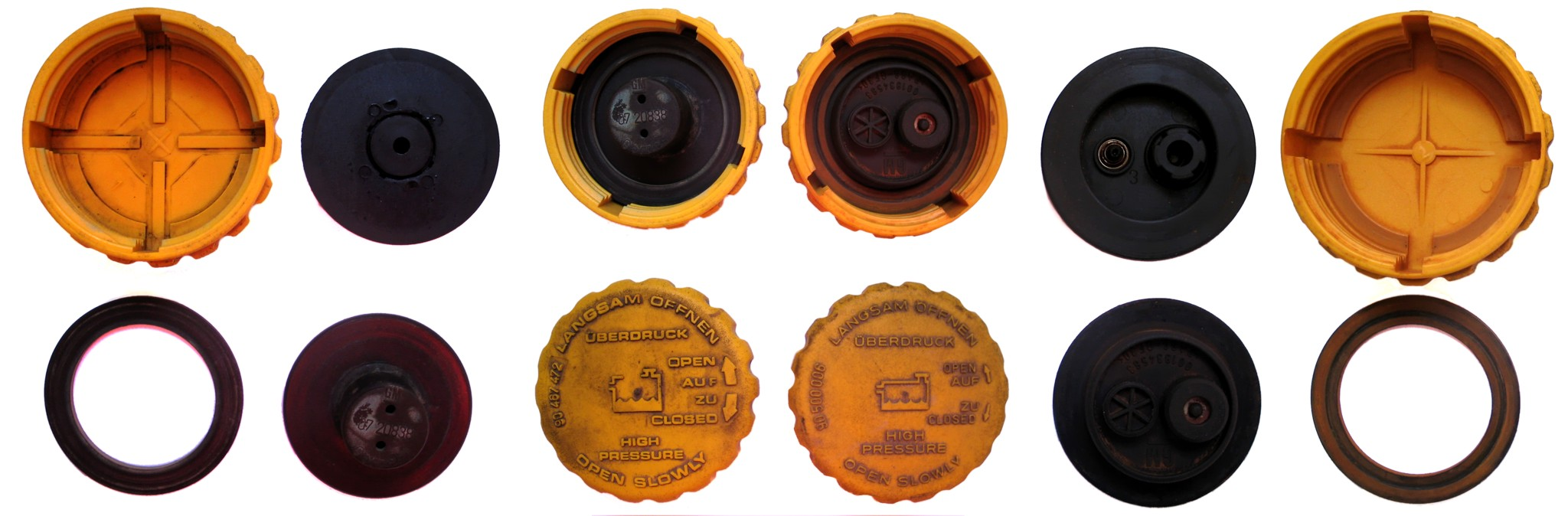
Tapas de radiador para sistemas de refrigeración automotrices presurizados. De las dos válvulas, una evita la formación de vacío, la otra limita la presión

Generalmente es una limitación de la mayoría de los sistemas de enfriamiento el que no se permita que el fluido de enfriamiento entre en ebullición, dado que la presencia de gas en el fluido complica enormemente el funcionamiento correcto del sistema de enfriamiento. Para un sistema enfriado por agua, esto significa que la cantidad máxima de transferencia de calor está limitada por el calor específico del agua y la diferencia de temperatura entre la temperatura ambiente y 100 °C. Esto proporciona un enfriamiento más efectivo en el invierno o a mayor altitud, donde las temperaturas son bajas.
Otro efecto que es especialmente importante en el enfriamiento de aeronaves es que la capacidad calorífica específica cambia con la presión, y esta presión cambia más rápidamente con la altitud que con la caída de temperatura. Por lo tanto, en general, los sistemas de refrigeración líquida pierden capacidad a medida que la aeronave asciende. Este fue un límite importante en el rendimiento durante la década de 1930, cuando la introducción de los turbocompresores permitió por primera vez volar a altitudes superiores a los 15 000 pies (4600 m), y el diseño de la refrigeración se convirtió en un área importante de investigación.
La solución más obvia y común a este problema fue hacer funcionar todo el sistema de enfriamiento a presión, lo que permite mantener la capacidad calorífica específica en un valor constante, mientras que la temperatura del aire exterior sigue descendiendo. Por tanto, tales sistemas mejoraron la capacidad de refrigeración a medida que el avión ganaba altura. Para la mayoría de los usos, esto resolvió el problema de enfriar motores de pistón de alto rendimiento, y casi todos los motores de avión refrigerados por líquido del período de la Segunda Guerra Mundial utilizaron esta solución.
Sin embargo, los sistemas presurizados también eran más complejos y mucho más susceptibles a sufrir daños: dado que el líquido refrigerante estaba bajo presión, incluso un daño menor en el sistema de refrigeración, como un solo orificio de bala del calibre de un rifle, haría que el líquido saliera rápidamente por el orificio. Las fallos de los sistemas de enfriamiento fueron, con mucho, la principal causa de fallos en los motores.

### Refrigeración evaporativa
Aunque es más difícil construir un radiador de avión que sea capaz de manejar la presencia de vapor mezclado con el fluido, de ninguna manera es imposible. El requisito clave es proporcionar un sistema que condense el vapor nuevamente en líquido antes de devolverlo a las bombas y completar el circuito de enfriamiento. Tal sistema puede aprovechar la entalpía de vaporización, que en el caso del agua es cinco veces la capacidad calorífica específica en su forma líquida. Se pueden obtener ganancias adicionales permitiendo que el vapor se sobrecaliente. Estos sistemas, conocidos como enfriadores evaporativos, fueron un importante asunto de investigación en la década de 1930.
Por ejemplo, se consideran dos sistemas de enfriamiento que por lo demás son similares, que operan a una temperatura ambiente de 20 °C. Un diseño totalmente líquido puede funcionar entre 30 °C y 90 °C, ofreciendo 60 °C de diferencia de temperatura para eliminar el calor. Un sistema de enfriamiento evaporativo podría operar entre 80 °C y 110 °C, lo que a primera vista parece ser una diferencia de temperatura mucho menor, pero este análisis pasa por alto la enorme cantidad de energía térmica absorbida durante la generación de vapor, equivalente a 500 °C. En efecto, la versión evaporativa opera entre 80 °C y 560 °C, una diferencia de temperatura efectiva de 480 °C. Un sistema de este tipo puede ser eficaz incluso con cantidades mucho menores de agua.
La desventaja del sistema de enfriamiento por evaporación es el "área" de los condensadores necesarios para enfriar el vapor por debajo del punto de ebullición. Como el vapor es mucho menos denso que el agua, se necesita una superficie correspondientemente mayor para proporcionar suficiente flujo de aire para enfriar el vapor de nuevo. El diseño del motor Rolls-Royce Goshawk de 1933 utilizaba condensadores de tipo radiador convencionales y este diseño resultó ser un problema grave para la resistencia aerodinámica. En Alemania, los hermanos Günter desarrollaron un diseño alternativo que combina refrigeración por evaporación y radiadores de superficie repartidos por las alas, el fuselaje e incluso el timón de la aeronave. Se construyeron varios aviones utilizando su diseño y establecieron numerosos récords de rendimiento, en particular el Heinkel He 119 y el Heinkel He 100. Sin embargo, estos sistemas requerían numerosas bombas para devolver el líquido de los radiadores extendidos y demostraron ser extremadamente difíciles de mantener funcionando correctamente, y además, eran mucho más susceptibles de sufrir daños durante el combate. Los esfuerzos para desarrollar este sistema habían sido abandonados generalmente en 1940. La necesidad de enfriamiento por evaporación pronto fue invalidada por la amplia disponibilidad de refrigerantes basados en etilenglicol, que tenían un calor específico más bajo, pero un punto de ebullición mucho más alto que el agua.

### Empuje del radiador
Un radiador de avión contenido en un conducto calienta el aire que pasa a través de él, lo que hace que el aire se expanda y gane velocidad. Esto se llama efecto Meredith, y los aviones de pistón de alto rendimiento con radiadores de baja resistencia bien diseñados (en particular el North American P-51 Mustang) obtienen empuje de él. El empuje fue lo suficientemente significativo como para compensar la resistencia del conducto en el que estaba encerrado el radiador y permitió que la aeronave lograra una resistencia de enfriamiento cero. En un momento, incluso hubo planes para equipar el Spitfire con un sistema de postcombustión, inyectando combustible en el conducto de escape después del radiador y encendiéndolo. La postcombustión se logra inyectando combustible adicional en el motor por detrás del ciclo de combustión principal.

## Motores estacionarios
Los motores para plantas estacionarias normalmente se enfrían mediante radiadores de la misma manera que los motores de los automóviles. Sin embargo, en algunos casos, se utiliza refrigeración por evaporación mediante una torre de refrigeración.